# Антиох (префект претория)
Антиох (лат. Antiochus) — восточноримский политический деятель первой половины V века.
До 427 года Антиох занимал должность квестора священного дворца при восточноримском императоре. В 427 году он находился на посту префекта претория Иллирии. В 429 году Антиох входил в состав первой комиссии по разработке Кодекса Феодосия.